# دراسات لغة الإشارة
دراسات لغة الإشارة (Sign Language Studies) هي مجلة أكاديمية محكّمة تصدر بشكلٍ فصلي، تُعنى بالأبحاث الأساسية والتطبيقية المتعلقة بـلغات الإشارة المستخدمة حول العالم. تأسست المجلة عام 1972 على يد ويليام ستوكوي من جامعة غالوديت، وكان أول رئيس تحرير لها. تتناول المجلة موضوعات لغوية، وثقافية، وتعليمية.

## التاريخ
تأسست المجلة بواسطة ويليام ستوكوي، وصدر العدد الأول في عام 1972. بين عامي 1973 و1975، نُشرت المجلة بدعم من توماس سيبيوك عبر دار موتون وجامعة إنديانا. ثم تولت دار "لينستوك برس" للنشر التي أسسها ستوكوي في سيلفر سبرينغ، ميريلاند مهمة النشر.
اعتمد ستوكوي نظام ترقيم متواصل للأعداد منذ التأسيس. استمر النشر عبر "لينستوك برس" حتى شتاء عام 1996، وكان آخر عدد (رقم 93).
بعد وفاة ستوكوي، تولت دار نشر جامعة غالوديت مسؤولية النشر عام 2000 بعد انقطاع دام 3 سنوات. وأعيد ترقيم المجلة بدءًا من "المجلد 1، العدد 1". تسلّم ديفيد إف. أرمسترونغ رئاسة التحرير من 2000 حتى 2009، تلاه سيل لوكاس حتى 2021. أما حاليًا، فيُشرف على التحرير كل من إيرين ويلكنسون وبيلار بينار.

### المحررون السابقون والحاليون
- ويليام سي. ستوكوي (1972–1996)
- ديفيد إف. أرمسترونغ (2000–2009)
- سيل لوكاس (2009–2021)
- إيرين ويلكنسون وبيلار بينار (2021–حتى الآن) [1]

## الفهرسة والاستخلاص
تُفهرس المجلة في قواعد بيانات ومؤشرات علمية، منها:
- قواعد بيانات إي بي إس كو[4]
- مؤشر المصادر الناشئة للاستشهادات [5]
- ERIC
- الببليوغرافيا الدولية للعلوم الاجتماعية
- قاعدة بيانات جمعية اللغة الحديثة
- قواعد بيانات بروكويست
- PsycINFO[6]
- سكوبس[7]

## وصلات خارجية
- الموقع الرسمي